# Charlotte-Wilhelmine de Saxe-Cobourg-Saalfeld
La princesse Wilhelmine-Charlotte de Saxe-Cobourg-Saalfeld (14 juin 1685 à Cobourg - 5 avril 1767 à Hanau) est une princesse allemande par la naissance et comtesse de Hanau-Münzenberg par mariage.

## Biographie
Elle est la fille de Jean-Ernest de Saxe-Saalfeld, et son épouse, la duchesse Sophie-Hedwige de Saxe-Mersebourg (1666-1686).
Elle épouse Philippe-Reinhard de Hanau-Münzenberg (1664-1712). Elle est sa deuxième femme, et lui survit de plus d'un demi-siècle. La dot qu'elle apporte est de 18000florins18000guilders. Ce mariage, cependant, reste sans enfant.
Après la mort de son mari, elle reçoit le château de Babenhausen comme douaire. Avec la mort de Johann Reinhard III de Hanau-Lichtenberg, la Maison de Hanau s'éteint dans la ligne masculine. Le comté revient à la Hesse et est divisé entre la Hesse-Cassel et de Hesse-Darmstadt. Elle reçoit la maison seigneuriale Salzhaus dans la vieille ville de Hanau, où elle vit le reste de sa vie.
Elle est décédée le 5 avril 1767 à Salzhaus. Elle est le dernier membre survivant de la Maison de Hanau. Elle est enterrée le 11 avril 1767 dans la crypte de la famille dans l'Église Luthérienne (maintenant appelé le Vieux-Saint-Jean de l'Église) à Hanau. son tombeau est en grande partie détruite quand la ville est bombardée durant la Seconde Guerre mondiale.